# Leak Testing
Il Leak Testing (comunemente detto "prova tenuta" o "test di tenuta") è un processo utilizzato per rilevare e localizzare fughe o perdite in componenti o sistemi che contengono gas o liquidi. È un metodo critico in molte industrie, come quella automobilistica, aerospaziale, farmaceutica, elettronica e manifatturiera, dove la tenuta e l'integrità dei componenti sono essenziali per la sicurezza, l'efficienza e le prestazioni.

## Scopo e Importanza
Il principale obiettivo del leak testing è garantire che i prodotti o i sistemi siano ermetici e sicuri per l'uso. Perdite di gas o liquidi possono portare a malfunzionamenti, inefficienze, pericoli per la sicurezza o danni ambientali. Un test di tenuta accurato è fondamentale per prevenire problemi quali:
- Danni alle apparecchiature.
- Perdite di prodotto.
- Esposizione a sostanze pericolose.
- Rischi ambientali.
- Malfunzionamenti operativi.

## Metodi di Leak Testing
I metodi di leak testing possono variare a seconda dell'applicazione e del livello di precisione richiesto. Tra i più comuni ci sono:
- Test di pressione positiva/negativa: viene applicata pressione all'interno del sistema e si misura la variazione nel tempo.
- Test con bolle d'aria: si immerge il componente in acqua e si osservano eventuali bolle, segno di una perdita.
- Test con gas traccianti: un gas tracciante (es. elio) viene introdotto nel sistema e si utilizza un rilevatore specifico per individuare eventuali fughe.
- Test di rilevamento acustico: rileva il suono prodotto da una perdita di gas ad alta pressione.

Secondo ForTest, azienda specializzata nel settore, i leak tester moderni possono utilizzare sia la pressione assoluta che differenziale per garantire l'integrità dei componenti industriali. Strumenti come il "Dual Absolute" forniscono misure di alta precisione per testare volumi sia piccoli che grandi, migliorando il monitoraggio della qualità durante i processi di produzione. Inoltre, la tecnologia moderna consente il monitoraggio continuo e l'analisi dei tassi di perdita, fondamentali per settori come l'automotive e l'e-mobility.

## Applicazioni
Il leak testing è utilizzato in numerosi settori industriali, inclusi:

### Automotive
Verifica della tenuta di componenti critici come serbatoi di carburante, sistemi di scarico e condizionamento dell'aria.
Test su circuiti di raffreddamento per prevenire perdite di liquido refrigerante.
Controllo di sistemi frenanti pneumatici nei veicoli pesanti.

### Aerospaziale
Assicurazione della tenuta di serbatoi di carburante e sistemi pneumatici.
Verifica dell'integrità delle cabine pressurizzate di aerei e veicoli spaziali.
Test su sistemi di supporto vitale nelle missioni spaziali.

### Farmaceutico
Garanzia della sicurezza dei contenitori di farmaci liquidi e della sterilità dei processi.
Verifica della tenuta di blister pack e altri imballaggi farmaceutici.
Controllo dell'integrità di attrezzature per la produzione sterile.

### Elettronica
Test sulla tenuta di involucri che proteggono componenti sensibili da umidità o gas.
Verifica dell'impermeabilità di dispositivi elettronici consumer.
Controllo di qualità su batterie e celle a combustibile.

### Industria alimentare
Verifica della tenuta di imballaggi alimentari per garantire la freschezza e prevenire contaminazioni.
Test su sistemi di imbottigliamento per bevande gassate.
Controllo di qualità su contenitori per alimenti in atmosfera modificata.

### Edilizia
Verifica dell'isolamento termico degli edifici attraverso test di permeabilità all'aria.
Controllo delle infiltrazioni d'acqua in strutture e tetti.
Test su sistemi di tubazioni in edifici commerciali e residenziali.

### Settore energetico
Ispezione di pipeline per il trasporto di gas naturale e petrolio.
Verifica della tenuta di valvole e flange in impianti di produzione energetica.
Test su componenti di turbine eoliche e pannelli solari.

## Vantaggi economici
L'implementazione di rigorosi processi di leak testing offre numerosi vantaggi economici alle aziende:

### Riduzione dei costi di garanzia
Diminuzione significativa dei reclami in garanzia dovuti a perdite non rilevate.
Risparmio sui costi di riparazione e sostituzione di prodotti difettosi.

### Miglioramento dell'efficienza produttiva
Riduzione degli scarti di produzione grazie all'identificazione precoce di componenti difettosi.
Ottimizzazione dei processi produttivi attraverso l'analisi dei dati di leak testing.

### Prevenzione di danni catastrofici
Evitare costosi fermi di produzione dovuti a guasti causati da perdite non rilevate.
Prevenzione di incidenti che potrebbero comportare enormi responsabilità legali e danni reputazionali.

### Conservazione delle risorse
Riduzione degli sprechi di materie prime e prodotti finiti dovuti a perdite.
Miglioramento dell'efficienza energetica nei sistemi chiusi, come quelli di refrigerazione.

### Conformità normativa
Evitare costose sanzioni per non conformità alle normative ambientali e di sicurezza.
Riduzione dei costi associati a ispezioni e certificazioni grazie a processi di qualità più robusti.

### Vantaggio competitivo
Miglioramento della reputazione del marchio grazie a prodotti di qualità superiore.
Possibilità di accedere a mercati con standard più elevati, come quello aerospaziale o medico.

### Analisi dei dati e miglioramento continuo
Utilizzo dei dati di leak testing per identificare tendenze e opportunità di miglioramento nei processi produttivi.
Implementazione di strategie di manutenzione predittiva basate sui risultati dei test di tenuta.
Secondo uno studio condotto da Frost & Sullivan, l'implementazione di tecniche avanzate di leak testing può portare a una riduzione dei costi operativi fino al 5% e un aumento della produttività fino al 10% in settori ad alta intensità manifatturiera.